# Neoplocaederus viridescens
Neoplocaederus viridescens (лат.) — вид жуков-усачей из подсемейства собственно усачей. Распространён в Африке - в Гамбии, Гане, Конго, Кот д'Ивуаре, Сенегале, Сьерра-Леоне и Того. Кормовым растением личинок является Terminalia ivorensis.